# Huang Shih-feng
Huang Shih-feng (chiń. trad. 黃士峰; pinyin Huáng Shìfēng; ur. 2 marca 1992) – tajwański lekkoatleta specjalizujący się w rzucie oszczepem.
W 2009 roku wywalczył złoty medal i tytuł mistrza świata juniorów młodszych. Swój rekord życiowy w rzucie oszczepem o wadze 700 gramów - 80,21 (12 grudnia 2009, Doha) ustanowił podczas wygranej Gimnazjady, wynik ten jest rekordem tej imprezy a zarazem rekordem Azji w kategorii kadetów.
Złoty medalista mistrzostw kraju.
Rekord życiowy: 86,64 (26 sierpnia 2017, Tajpej). Huang Shih-feng był także rekordzistą Tajwanu (83,82 w 2016).

## Osiągnięcia
| Rok  | Impreza                               | Miejsce        | Lokata            | Wynik |
| ---- | ------------------------------------- | -------------- | ----------------- | ----- |
| 2009 | Mistrzostwa świata juniorów młodszych | Bressanone     | 1. miejsce        | 74,00 |
| 2009 | Gimnazjada                            | Doha           | 1. miejsce        | 80,21 |
| 2010 | Mistrzostwa Azji juniorów             | Hanoi          | 3. miejsce        | 72,43 |
| 2010 | Mistrzostwa świata juniorów           | Moncton        | –                 | NM    |
| 2013 | Uniwersjada                           | Kazań          | 13. miejsce       | 72,84 |
| 2013 | Igrzyska Azji Wschodniej              | Tiencin        | 2. miejsce        | 82,11 |
| 2014 | Igrzyska azjatyckie                   | Incheon        | 9. miejsce        | 74,65 |
| 2015 | Mistrzostwa Azji                      | Wuhan          | 1. miejsce        | 79,74 |
| 2015 | Uniwersjada                           | Gwangju        | 2. miejsce        | 81,27 |
| 2015 | Mistrzostwa świata                    | Pekin          | el. – 27. miejsce | 75,72 |
| 2016 | Igrzyska olimpijskie                  | Rio de Janeiro | el. – 33. miejsce | 74,33 |
| 2017 | Mistrzostwa Azji                      | Bhubaneswar    | 4. miejsce        | 81,27 |
| 2021 | Igrzyska olimpijskie                  | Tokio          | el. – 25. miejsce | 77,16 |